# Premio Carmen Puelma
El Premio de Periodismo Carmen Puelma Accorsi, también conocido como Premio Carmen Puelma, fue un premio chileno entregado por la Asociación Chilena de Seguridad (ACHS). El galardón, instaurado en 1994, buscaba «incentivar el periodismo positivo, que resalta valores y principios éticos y morales como parte de su labor profesional y de apoyo al progreso y engrandecimiento del país».
El premio recibía su nombre de la destacada periodista Carmen Puelma, quien se desempeñó como asesora de comunicaciones de la ACHS.
Otros premios importantes del periodismo en Chile son el Premio Nacional de Periodismo del Ministerio de Educación, el Premio Embotelladora Andina y el Premio Lenka Franulic de la Asociación Nacional de Mujeres Periodistas de Chile.

## Galardonados

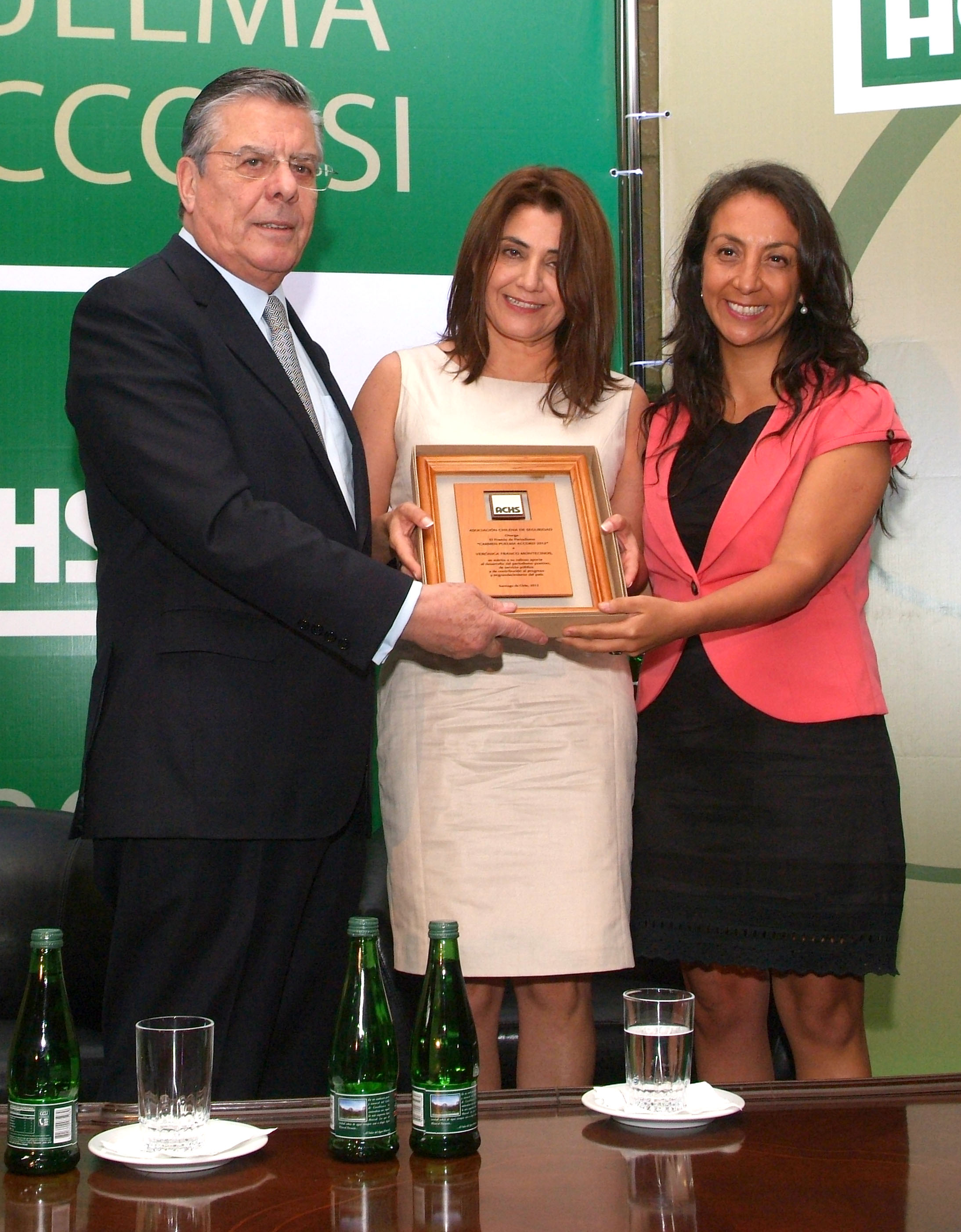
Entrega del premio de 2012.

Los galardonados con el premio son:
- 1994 Patricia Guzmán
- 1995 Fernando Díaz Palma
- 1996 María Eugenia Oyarzún
- 1997 Inés María Cardone
- 1998 Blanca Arthur Errázuriz
- 1999 Bernardo de la Maza
- 2000 Pilar Molina Armas
- 2001 Alejandro Guillier
- 2002 Luis Salazar
- 2003 Pilar Vergara
- 2004 Raquel Correa
- 2005 Emilio Sutherland
- 2006 Héctor Olave
- 2007 Mercedes Ducci
- 2008 Alipio Vera
- 2009 Pedro Carcuro
- 2010 Alejandro de la Carrera
- 2011 Mónica Pérez
- 2012 Verónica Franco
- 2013 Abraham Santibáñez[4]